# Podhajczyki
Podhajczyki – wieś w Polsce położona w województwie lubelskim, w powiecie hrubieszowskim, w gminie Dołhobyczów.
W latach 1975–1998 miejscowość administracyjnie należała do województwa zamojskiego.
Wieś wchodzi w skład sołectwa Kadłubiska gminy Dołhobyczów. Według Narodowego Spisu Powszechnego z roku 2011 wieś liczyła 24 mieszkańców i była najmniejszą co do liczby ludności miejscowością gminy.
Wierni Kościoła rzymskokatolickiego należą do parafii Matki Bożej Częstochowskiej w Dołhobyczowie.